# Jor-El
Jor-El è un personaggio dei fumetti statunitensi creato da Jerry Siegel (testi) e Joe Shuster (disegni), pubblicato dalla DC Comics. La sua prima apparizione avviene in una striscia a fumetti di Superman del 16 gennaio 1939.
Jor-El è il padre biologico di Superman, il marito di Lara e uno scienziato di spicco del pianeta Krypton che, dopo aver saputo della sua imminente distruzione, ha cercato invano di convincere i suoi colleghi in tempo per salvare gli abitanti del pianeta, riuscendo tuttavia solo a mettere in salvo il figlio neonato Kal-El inviandolo sulla Terra a bordo di un razzo da lui stesso costruito poco prima che Krypton esplodesse. 
Quando in seguito Superman costruisce il suo quartier generale, la Fortezza della solitudine, onora i suoi genitori biologici costruendo una statua di Jor-El e Lara che sorreggono il pianeta Krypton. Nella Fortezza è inoltre contenuta una copia olografica della coscienza di Jor-El, così da permettere a Superman di interagire col padre per domandargli consigli e informazioni.

## Storia editoriale
Joe Shuster e Jerry Siegel hanno introdotto per la prima volta un personaggio di nome Jor-L oltre un anno prima del debutto di Superman su New Adventure Comics n. 12, pubblicato nel 1936 (ma con data di copertina gennaio 1937), testata fino ad allora intitolata New Comics e successivamente divenuta Adventure Comics dal 32° albo. Nella storia, intitolata "Federal Man", anziché un extraterrestre, il personaggio è un investigatore al servizio di una federazione galattica che combatte la regina dai banditi spaziali Nira-Q nell'anno 3000, sebbene infine tutto ciò si riveli essere una "storia nella storia" raccontata da uno scienziato governativo ad altri g-man come previsione dell'evolversi della lotta al crimine nel corso dei millenni.
La versione kryptoniana del personaggio è stata menzionata in modo indiretto nel primo numero di Action Comics, del giugno 1938, come "uno scienziato che ha mandato il figlio sulla Terra" mentre il suo debutto ufficiale avviene in una striscia a fumetti quotidiana il 16 gennaio 1939 e, sebbene in tale istanza il suo nome sia nuovamente scritto "Jor-L", in una storia del 1942 George Lowther viene chiamato per la prima volta "Jor-El", che diviene il suo nome ufficiale. Il debutto del personagio in un fumetto avviene su More Fun Comics (Vol. 1) n. 101 (gennaio 1945) mentre, negli anni sessanta, viene determinato che Jor-L sia il padre biologico di Superman su Terra-Uno, mentre Jor-El su Terra-Due.

## Biografia del personaggio

### Pre-Crisi

Stemma della Casata di El, il popolare simbolo di Superman.

Nato a Kryptonopolis, nel continente di Lurvan, sul pianeta Krypton, da Jor-El I e Nimda An-Dor, Jor-El II ha un fratello gemello, Nim-El, residente a Kandor, e un fratello minore, Zor-El. Discendente dalla Casata di El, prestigiosa stirpe contraddistintasi per i contributi alla società kryptoniana, Jor-El vanta tra i suoi antenati l'esploratore Val-El, l'inventore del primo telescopio Sul-El, il redattore della costituzione planetaria Tala-El, il pioniere del magnetismo Hatu-El e l'architetto Gam-El; crescendo diviene un rinomato scienziato e si guadagna un seggio al Consiglio Scientifico che governa il pianeta, inoltre conosce l'astronauta Lara Lor-Van, che diventa sua moglie.
Nel momento in cui il pianeta è scosso da una serie di terremoti, Jor-El indaga a riguardo scoprendo che Krypton, a causa dell'alterazione del suo nocciolo alla ricerca di fonti di energia, era diventato instabile, radioattivo, prossimo alla massa critica e all'imminente esplosione, motivo per il quale tenta di convincere il Consiglio Scientifico del pianeta a ripristinare il programma spaziale così da poter trasportare l'intera popolazione su un nuovo pianeta abitabile, tuttavia la comunità scientifica respinge la sua richiesta accusandolo di star tentando di prendere il controllo su Krypton come precedentemente intentato dal generale Zod, criminale perciò condannato alla Zona fantasma. I pochi sostenitori delle teorie di Jor-El, residenti a Kandor, vengono inoltre rapiti da Brainiac quando questi ruba la città.
Frustrato, Jor-El porta avanti degli studi personali sui viaggi spaziali sebbene, a causa del poco tempo a sua disposizione, oltre al test sperimentale col cane di famiglia Krypto, l'unico che riesce a mettere in salvo è il figlio neonato Kal-El che sotto il sole giallo della Terra ottiene poteri sovrumani diventando Superman.

### Post-Crisi
Nell'Universo DC generato in seguito a Crisi sulle Terre infinite, Jor-El è figlio di Seyg-El e Nyssa-Vex, nonché allievo di Non, brillante scienziato lobotomizzato dal Consiglio per insubordinazione. Nonostante la freddezza emotiva di Krypton, Jor-El sviluppa sentimenti genuini per la moglie e il figlio neonato, che lo portano, una volta scoperta l'imminente distruzione del pianeta grazie all'aiuto di Lara, a decidere di salvare quest'ultimo, mettendo l'utero artificiale col suo feto in gestazione in una navicella spaziale diretta verso la Terra grazie a una propulsione a curvatura. Inoltre, grazie ai suoi principi democratica e tolleranti, Jor-El riesce a convincere il Consiglio a non giustiziare il generale Zod e i suoi fedelissimi dopo il loro mancato colpo di Stato ma solo a relegarli nella Zona fantasma.
Inoltre dopo gli eventi di Un anno dopo la Fortezza della solitudine viene ricostruita on all'interno un'intelligenza artificiale con una copia della coscienza di Jor-El per permettere a Superman di chiedergli consiglio. Inoltre viene rivelato che, prima di decidere di mandare il figlio sulla Terra, Jor-El ha  avvicinato Thomas Wayne per farsi un'idea di che tipo di persone fossero i terrestri.

### New 52eRinascita
In seguito agli eventi di Flashpoint l'Universo DC viene completamente riscritto e rilanciato. Nella nuova realtà narrativa Jor-El è sopravvissuto grazie all'intervento del Dottor Manhattan, che lo trasporta sulla Terra e gli mostra le atrocità compiute dalla razza umana nel corso dei secoli, cosa che lo porta a diventare disilluso nei confronti del pianeta e assumere l'identità di Mister Oz ed affrontare il figlio nel tentativo di convincerlo ad abbandonare il pianeta al suo destino poiché irredimibile. Inoltre viene rivelato far parte della società segreta nota come il Circolo, assieme a Appa Ali Apsa, Sardath e la creatura che ha distrutto Krypton, Rogol Zaar. assieme alla quale si teletrasporta indietro nel tempo per morire.

## Poteri e abilità
Jor-El è dotato di un intelletto geniale e, oltre che un eccellente scienziato, inventore ed ingegnere, capace di realizzare ed utilizzare attrezzature tecnologiche estremamente avanzate quali il Proiettore per la Zona Fantasma, dispositivo grazie al quale accedere all'omonimo piano parallelo d'esistenza da lui scoperto, o i cristalli della Fortezza della solitudine contenenti una copia olografica della sua coscienza, è anche un filosofo e mentore dotato.

## Altre versioni

### Superman: L'ultima famiglia di Krypton
Nella miniserie Superman: L'ultima famiglia di Krypton Jor-El sopravvive alla distruzione del suo pianeta natale e viaggia sulla terra assieme alla moglie e al figlio, dove fonda la compagnia JorCorp.

### Le avventure di Superman
Ne Le avventure di Superman Jor-El è un sopravvissuto alla distruzione di Krypton che vive in una comunità kryptoniana e, dopo l'arrivo di Superman prime nel suo mondo, distrugge la città per rimandarlo a casa.

## Altri media

Jor-El (interpretato da Marlon Brando) in Superman II: The Richard Donner Cut.

### Cinema
- Jor-El appare nel serial cinematografico Superman, interpretato da Nelson Leight.
- Il personaggio, interpretato da Marlon Brando[35] con la voce italiana di Giuseppe Rinaldi e Emilio Cappuccio (nella versione estesa), nei film Superman, Superman II: The Richard Donner Cut e Superman Returns (in quest'ultimo tramite filmati d'archivio).[35] Sul set del film Brando ha concepito e suggerito l'idea che l'iconico simbolo di Superman fosse originariamente lo stemma di famiglia degli El, simile a una "S" terrestre solo per coincidenza, concetto che da allora è diventato canonico nelle storie del personaggio.
- Jor-El ha un cameo muto in All Star Superman.
- Nel film DC Extended Universe (DCEU) L'uomo d'acciaio (2013) il personaggio è interpretato da Russell Crowe[36] con la voce italiana di Luca Ward; in tale versione rifiuta la tradizione kryptoniana di eugenetica e nascita artificiale, generando suo figlio Kal-El in modo naturale affinché potesse scegliere il proprio destino autonomamente e mandandolo sulla Terra assieme al codice genetico kryptoniano per preservare la loro razza.
- Una versione alternativa del personaggio fa un'apparizione muta in Justice League: Gods and Monsters.[37]
- In LEGO Batman - Il film Jor-El ha un breve cameo visivo.[37]
- Nel film d'animazione Teen Titans Go! - Il film e nel sequel Teen Titans Go! & DC Super Hero Girls - Confusione nel Multiverso Jor-El è doppiato da Fred Tatasciore.[37][38]
- In Superman: Man of Tomorrow il personaggio ha un breve cameo.
- Jor-El, doppiato da Nolan North, compare in Batman e Superman: La Battaglia dei Super Figli.[39][37]
- Il personaggio compare in DC League of Super-Pets, doppiato in originale da Alfred Molina[37] e in italiano da Alberto Angrisano.
- Nel franchise del DC Universe (DCU) Jor-El, interpretato da Bradley Cooper con la voce italiana di Massimiliano Virgilii, compare in Superman (2025),[40] tale versione ha mandato il figlio sulla Terra perché ne sottomettesse gli abitanti e facesse rinascere la specie.[41]

### Televisione
- Nel primo episodio di Adventures of Superman Jor-El è interpretato da Robert Rockwell.
- Nel corso delle varie serie de I Superamici è apparso in diversi episodi doppiato prima da Casey Kasem, poi da G. Stanley Jones e infine da Philip L. Clarke.
- Jor-El compare in Superboy, interpretato da George Lazenby.
- In Lois & Clark - Le nuove avventure di Superman, Jor-El è interpretato da David Warner.
- Jor-El, doppiato da Christopher McDonald,[37] è un personaggio ricorrente della serie animata DCAU Superman e successivamente compare in vari episodi di Justice League.
- In Mignolo e Prof Jor-El ha un'apparizione parodistica in cui è doppiato da Jeff Bennett.
- Il personaggio ha un breve cameo nella serie animata Dilbert.
- Nella serie Smallville, l'intelligenza artificiale con la coscienza di Jor-El viene doppiata in originale da Terence Stamp con le voce italiana di Pietro Biondi e Dario De Grassi (quinta stagione), mentre in un flashback durante un episodio della terza stagione è interpretato da Tom Welling e doppiato da Marco Vivio, e nella sua apparizione in carne ed ossa nella nona stagione da Julian Sands con la voce italiana di Luca Biagini.
- Jor-El ha un'apparizione muta in Legion of Super Heroes.
- In The Looney Tunes Show il personaggio fa un'apparizione doppiato da Jeff Bergman.[42]
- Jor-El ha un cameo in Smallville Legends: Kara and the Chronicles of Krypton.
- Nell'Arrowverse Jor-El è interpretato da un attore non accreditato nell'episodio pilota di Supergirl e da Angus Macfadyen in Superman & Lois.[43]
- Il personaggio, doppiato da Jason Marnocha, compare in My Adventures with Superman.[37]

### Videogiochi
Jor-El appare nei seguenti videogiochi:
- Superman Returns (2006).
- Mortal Kombat vs DC Universe (2008).
- DC Universe Online (2011) dove è doppiato da William Price.
- Scribblenauts Unmasked: A DC Comics Adventure (2013).[44]
- LEGO Batman 3: Gotham e oltre (2014) dove è doppiato da Nolan North.